# Свети Безсребреници (Карликьой)
„Св. св. Безсребреници Козма и Дамян“ или „Свети Врачи“ (на гръцки: Άγιοι Ανάργυροι) е възрожденска православна църква в сярско село Карликьой (Хионохори), Егейска Македония, Гърция. Храмът е от XIX век. Принадлежи към Сярската и Нигритска епархия на Цариградската патриаршия.
Храмът е разположен в центъра на селото. Представлява трикорабна поствизантийска базилика, изградена през първата половина на XIX век с размери 9,95 х 14,65 m. и сводеста централна част. Дървеният иконостас включва части от стар резбован и позлатен иконостас от първата половина на XVIII век. Иконите са от втората половина на XIX век, когато храмът е и изписан.
В църквата, на веранда на издигнатата западна част, е запазен издълбан в скалата малък средновековен параклис от XIII век. Размерите му са 3,67 х 7,77 m, който е бил част от католикона на византийския манастир „Свети Безсребреници“.
Входът е през врата с дървена каса, обърната на изток, последвана от тесен коридор. В предната част на коридора е основната част на параклиса с две осмоъгълни мраморни колони увенчани с капители, украсени по краищата с палмети и розети. Вдясно от коридора има малко светилище с мраморен архитрав, който носи кръста с меандри и ромбове и от двете страни. Долната част на храма включва две мраморни плочи, изобразяващи кръст. Трета плоча с подобни розетки е вградена в южната външна стена на светилището. Мраморни са и изключително красивите царски двери.
На външната стена, северно от входа е оцеляла фреска на Свети Николай, който в лявата си ръка държи Евангелие, а с дясната дава благословия. В коридора на параклиса са фреските Свети Йоан Кръстител и неидентифициран светец. От двете страни на красивата порта на царските двери са изобразени Христос и Богородица. На северната стена на параклиса са Светите Безсребреници Козма и Дамян. Двамата светци лекари държат в ръцете си отворен ковчег с медицински инструменти и лекарства. Непосредствено до тях е светец, който в дясната си ръка държи кръста на мъченичеството. Всички фреските в централната част и коридора, които са и най-стари, са изписани на естествената скала. Художникът е неизвестен, като според някои той е автор и на фреските в съседния голям манастир на Йоан Кръстител.
Във вътрешността на храма са запазени красиви по-късни поствизантийски фрески. В издълбаната ниша в центъра на източната стена е Богородица Ширшая небес, съпътствана с фигурите на Свети Йоан Златоуст, Христос, на Богородица, Свети Стефан и Свети Григорий.
Историята на византийския параклис е свързана с първия ктитор на Серския манастир Йоаникий Серски. Според описанието, което е оставил племенника му Йоаким, в монашество Йоан, епископ на Зъхна и втори ктитор на манастира, чичо му след заминаването си от Света гора, където е бил монах и е ръкоположен за свещеник, се завръща у дома си (около 1260 г.), за да поеме попечителството над него, останал сирак след смъртта на родителите му. Тук потърсил уединено място в източната част на Сминица, за да се усамотят с племенника си. Така открива малка изоставена килия, от която е останал само наоса, посветен на паметта на светиите Козма и Дамян. След като го възстановяват (преди 1275 г.) създават монашеско общежитие. Няколко години преди 1279 г. другите монаси се оттеглят от манастира и Йоан и племенникът му търсят друга не недостъпна зона на запад, като живеят за кратко в пещера, преди да слязат и основат известния манастир на Йоан Кръстител.
Във византийски източници параклиса на Свети Безсребреници е посочен като собственост (1310-1357) на Иверския манастир. Наричан е и Ляски. Параклисът на свой ред е собственик на метеха на Йоан Богослов в Ливовища край Сяр. В хрисовул на император Андроник II Палеолог от 1322 година се споменава, че е обслужван от монаси и се добавя към него и собствености в Тревесена (Τρεβέσαινα) и Тревесеникия (Τρεβεσενίκια) и в Ливовища, близо до Сярската крепост. По отношение на тях и най-вече над собствеността в Кераница (Карликьой) има постоянни конфликти с близкия манастир на Йоан Кръстител.
В 1346 година златопечатник на Стефан Душан потвърждава собствеността на Иверския манастир върху метоха на Светите Безсребреници. Метохът е споменат в хрисовул на Йоан VI Кантакузин от 1351 година и на император Йоан V Палеолог от 1357 година, който се отнася до владенията на Иверския манастир. Разрушаването на метоха е вероятно малко преди 1371 година.